# 남코 시스템 23
남코 시스템 23(Namco System 23)은 남코가 생산, 개발한 아케이드 시스템 보드이다. 1996년에 발표되어 1997년에 출시된 이 시스템은 콘솔이나 PC 하드웨어의 파생 제품이 아닌 자체 맞춤형 디자인을 기반으로 하는 회사에서 생산한 마지막 아케이드 시스템이었다. 시스템 22와 마찬가지로 시스템 23에도 슈퍼 시스템 23이라는 더욱 강력한 변형이 탑재되었다. 시스템 23의 광고 기능 중 하나는 "Gashin Strong Bass System"이었다. 이는 단순히 사운드 시스템에 연결된 베이스 증폭기였다. 2000년에는 남코 시스템 10이 그 뒤를 이었다.

## 시스템 23 사양
- 메인 CPU: 133MHz IDT R4650 64비트. 슈퍼 시스템 23은 166MHz 칩을 사용했고 슈퍼 시스템 23 에볼루션 2는 200MHz 칩을 사용했다.
- 사운드 CPU: 16.9344MHz 히타치 H8/3002
- 사운드 칩: 남코 C352 샘플 재생
- I/O CPU: 고르곤(Gorgon) 및 시스템 23은 히타치 H8/3334 슈퍼 시스템 23을 사용하고 슈퍼 시스템 23 에볼루션 2는 PIC16Cxx를 사용했다.
- 추가 I/O CPU: 슈퍼 시스템 23 GMEN에서만 사용되는 히타치 SH-2
- 그래픽 하드웨어: 남코 독점 하드웨어
  - GPU: 다중 병렬 비디오로직 파워VR 칩
  - 그래픽 기능: 초당 200만 개의 다각형, 텍스처 매핑, 고러드 셰이딩